# Reverse Tripped
Reverse Tripped — кавер-альбом шведской слиз-рок-группы Vains of Jenna, выпущенный в 2011 году.

## Об альбоме
Reverse Tripped стал первым студийным альбомом Vains of Jenna, записанным с новым вокалистом Джесси Форте, заменившим Лиззи Дивайна, покинувшего группу весной 2010 года. Продюсером диска стал бывший басист L.A. Guns Адам Гамильтон, а запись прошла в двухнедельный период в студии Palm Ranch Studios, расположенной в Вудленд-Хиллз, Калифорния.
Первым синглом с грядущего альбома стала кавер-версия песни Си Ло Грина «Fuck You!». Изначально, она вошла в сборник Valentine’s Day Collection for the Broken Hearted, выпущенный 1 января 2011 года на лейбле Goldenlane Records. В марте состоялся выпуск сингла и премьера видеоклипа. Для ротации на радио была записана цензурная версия песни, получившая название «Forget You». В обеих версиях песни, в конец был добавлен фрагмент песни Рода Стюарта «Maggie May».
Reverse Tripped вышел 5 апреля 2011 года на лейбле Deadline Music и содержал в основном кавер-версии песен 60-х—70-х годов. Исключениями стали «Electric Avenue» Эдди Гранта (1982) и «Fuck You» Си Ло Грина, в оригинале выпущенная 19 августа 2010 года. Приглашённым гостем на «Electric Avenue» выступил Frukwan из рэп-групп Stetsasonic и Gravediggaz. Гитарист Ники Кин спел «Wish You Were Here» Pink Floyd, которая стала единственной песней Vains of Jenna, исполненной не основным вокалистом.
За выпуском альбома последовал Североамериканский тур, во время которого группа посетила 54 города, и столь же долгий Европейский тур. Reverse Tripped стал последним релизом группы. 21 января 2012 года было объявлено, что Джесси Форте переходит в Lynch Mob, однако вскоре после публикации этой новости старый вокалист Lynch Mob вернулся, оставив Форте не у дел. 26 января Vains of Jenna официально объявили о роспуске группы.

## Список композиций
| №   | Название                         | Автор(ы)                                                      | Оригинальный исполнитель | Длительность |
| --- | -------------------------------- | ------------------------------------------------------------- | ------------------------ | ------------ |
| 1.  | «Fuck You»                       | Си Ло Грин, Бруно Марс, Филип Лоуренс, Ари Левин, Броди Браун | Си Ло Грин               | 3:05         |
| 2.  | «Electric Avenue» (feat Frukwan) | Эдди Грант                                                    | Эдди Грант               | 3:02         |
| 3.  | «Get Back»                       | Леннон/Маккартни                                              | The Beatles              | 4:04         |
| 4.  | «Smoke on the Water»             | Ричи Блэкмор, Иэн Гиллан, Роджер Гловер, Джон Лорд, Иэн Пейс  | Deep Purple              | 4:50         |
| 5.  | «She’s Not There»                | Род Арджент                                                   | The Zombies              | 2:24         |
| 6.  | «California Dreaming»            | Джон Филлипс, Мишель Филлипс                                  | The Mamas & the Papas    | 2:33         |
| 7.  | «Goodbye Yellow Brick Road»      | Элтон Джон, Берни Топин                                       | Элтон Джон               | 3:00         |
| 8.  | «Mississippi Queen»              | Лесли Уэст, Корки Лейнг, Феликс Паппаларди, Дэвид Ри          | Mountain                 | 2:28         |
| 9.  | «The Letter»                     | Уэйн Карсон                                                   | The Box Tops             | 2:34         |
| 10. | «Blowin’ in the Wind»            | Боб Дилан                                                     | Боб Дилан                | 5:10         |
| 11. | «I’d Love to Change the World»   | Элвин Ли                                                      | Ten Years After          | 4:08         |
| 12. | «Hey Hey, My My»                 | Нил Янг, Джефф Блэкбёрн                                       | Нил Янг                  | 4:06         |
| 13. | «Wish You Were Here»             | Дэвид Гилмор, Роджер Уотерс                                   | Pink Floyd               | 4:20         |
| 14. | «The Sound of Silence»           | Пол Саймон                                                    | Simon and Garfunkel      | 4:36         |
| 15. | «Forget You»                     | Грин, Марс, Лоуренс, Левин, Браун                             | Си Ло Грин               | 3:03         |

## Участники записи
- Джесси Форте — вокал
- Джей Пи Уайт — бас-гитара
- Ники Кин — лид-гитара, вокал на «Wish You Were Here»
- Джеки Стоун — барабаны

Дополнительные музыканты
- Frukwan — рэп на «Electric Avenue»
- Джимми Уоллас — клавишные на «Get Back»
- Антон Севхолт — ритм-гитара

Производство
- Адам Гамильтон — продюсер, микширование
- Пол Тэвннер —  мастеринг
- Нинелль Ефремова — фотографии
- Итан Мискевич — фотографии